# Nam twierdzą będzie każdy próg
Nam twierdzą będzie każdy próg – polski plakat propagandowy z 1920, autorstwa rysownika Kamila Mackiewicza powstały w okresie wojny polsko-bolszewickiej, znajdujący się w zbiorach Muzeum Wojska Polskiego w Warszawie.

## Opis
Plakat przedstawia czterech uzbrojonych w karabiny mężczyzn ostrzeliwujących bolszewików zza siana z wnętrza prowizorycznej twierdzy i wiejską kobietę trzymającą w obu rękach bochenki chleba. Na pierwszym planie robotnik w fartuchu ładuje swój karabin nabojami. Obok niego znajdują się oparte o stos siana karabin z bagnetem oraz widły. Obok robotnika widoczny jest student w szarym mundurze strzeleckim i czapce studenckiej, obok studenta chłop w sukmanie oraz słomkowym kapeluszu a dalej w lewym rogu plakatu widoczny jest żołnierz w rogatywce, z tornistrem na plecach. Obok wiejskiej kobiety stojącej za mężczyznami znajduje się drewniana skrzynia z amunicją, granatami trzonkowymi oraz karabinami. Tło sceny stanowi krwista czerwień pożogi.
Plakat Kamila Mackiewicza podkreśla udział wszystkich warstw społeczeństwa polskiego w walce z Rosją Sowiecką i jego nieustępliwość w obronie niepodległości Ojczyzny. Sam tytuł plakatu jest parafrazą słów Roty, autorstwa Marii Konopnickiej.